# Lijst van burgemeesters van Ouddorp

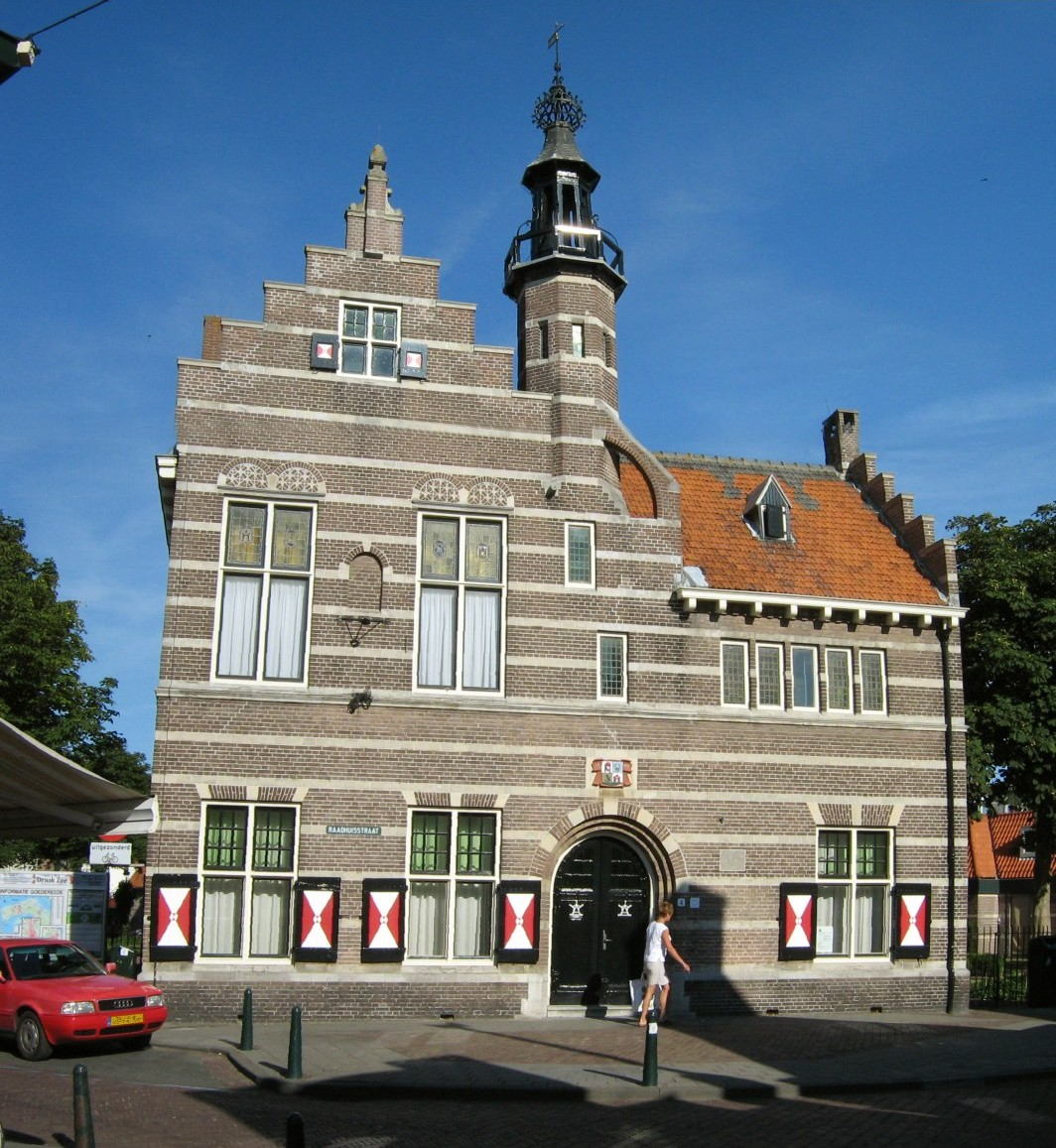
Het raadhuis van de voormalige gemeente Ouddorp

Dit is een lijst van burgemeesters van de voormalige Nederlandse gemeente Ouddorp in de provincie Zuid-Holland. Tot 1813 betreft dit de ambachtsheer. Op 1 januari 1966 werd Ouddorp deel van de heringedeelde gemeente Goedereede.
| Ambtsperiode | Naam burgemeester                        | Leven     | Partij of stroming | Bijzonderheden |
| ------------ | ---------------------------------------- | --------- | ------------------ | --- |
| 1813 - 1826  | ?                                        |           |                    | |
| 1826 - 1852  | Abram Willem Bernardusz van Kerkwijk     | 1802-1853 | liberaal           | |
| 1852 - 1856  | Cornelis Goekoop                         | 1819-1890 | liberaal           | Van 1844 tot 1859 tevens burgemeester van Goedereede en van 1852 tot 1859 tevens burgemeester van Stellendam. Kleinzoon van Cornelis Goekoop (1751-1815). Vader van Adriaan Goekoop. |
| 1856 - 1892  | Bernardus Pieter van Kerkwijk            | 1827-1892 | liberaal           | Zoon van Abram Willem Bernardusz van Kerkwijk. |
| 1892 - 1895  | Dirk Wentholt                            | 1863-1928 | liberaal           | Aansluitend burgemeester van Hillegom. |
| 1895 - 1907  | Simon Johannes Karsten                   | 1866-1946 | Anti-revolutionair | Aansluitend burgemeester van Wisch. |
| 1907 - 1920  | Abraham Jan van Vessem                   | 1852-1920 | liberaal           | |
| 1920 - 1937  | Gregorius Johan Friedrich Gobius du Sart | 1891-1943 |                    | Veroordeeld tot zes maanden gevangenisstraf in 1938 wegens het aannemen van steekpenningen.                                                                                          |
| 1938 - 1941  | Willem Geleedst                          | 1888-1968 |                    | Aansluitend burgemeester van Meerkerk, Nieuwland en Leerbroek. |
| 1942 - 1942  | Gerard (G.) Hermans                      | 1910-1945 |                    | Aansluitend burgemeester van Rijnsburg. |
| 1942 - 1944  | Philip (Ph.A.J.) Schipper                | 1891-1945 | NSB                | In een deel van dezelfde periode tevens burgemeester van Goedereede. |
| 1945 - 1947  | J. Hameeteman                            |           |                    | fungerend |
| 1947 - 1948  | N.A. Schouten                            | 1905-1968 | ARP                | in 1947 geschorst |
| 1947 - 1965  | Koos (J.A.) Kleijnenberg                 | 1901-1988 | CHU                | tot 1950 waarnemend |